# アンサンブル・ジェネシス
アンサンブル・ジェネシス（Ensemble Genesis）は、2005年に結成されたオリジナル楽器を駆使するクラシック音楽のアンサンブルである。
創立者は、作曲家で鍵盤楽器奏者の鈴木優人とヴァイオリニストの山口幸恵である。
あるテーマを与えられたバロックから現代までの幅広い作品を、オリジナル楽器で演奏することを使命とし、多くの新曲委嘱も行っている。

## 演奏形態

### 人数
演奏人数は2人から15人まで、編成に応じて自由な形態を取っている。
2人の場合は「デュオ・ジェネシス」、3人の場合は「トリオ・ジェネシス」と呼ばれる。

### 楽器
作品に応じて古楽器からモダン楽器まで（実際にはそれぞれの時代に応じるので2種類ではない）用いる楽器を使い分けることが特徴である。
現代の作曲家であっても、バロックの楽器のために作曲する場合もあるので、現代作品がつねにモダン楽器であるとは限らない。

## メンバーと担当楽器
- 鈴木優人
  - 音楽監督、作曲、指揮、ピアノ、オルガン、チェンバロ
- 山口幸恵
  - コンサート・マスター、ヴァイオリン、バロック・ヴァイオリン
- 新垣隆
  - レジデント・コンポーザー、作曲、ピアノ
- アンドレアス・ベーレン（ドイツ語版）
  - リコーダー
- 懸田貴嗣
  - チェロ、バロック・チェロ

ほか

## 演奏された作曲家

### 新垣隆
アンサンブル・ジェネシスのレジデント・コンポーザーである。
- 夏の庭
- 冬のスケッチ集
- 3つのインヴェンション または倒置法　～アンサンブル・ジェネシスのための～
- インヴェンション または倒置法第３番
- リコーダー独奏のための「舟歌」
- Aki-Yama

### タナシス・デリギアニス
- ハルピュイア
- エウリディーチェの嘆き

### 小出稚子
- 五人でまにまに

### 鈴木優人
- 微分音チェンバロのための"Microtonal etude"

### 木山光
- リコーダー、チェロ、微分音チェンバロのための"Kiyamanese"

## 演奏歴
| 日付            | プログラム                | 演奏会場                              | 備考                                         |
| --------------- | ------------------------- | ------------------------------------- | -------------------------------------------- |
| 2005年9月7日    | 秋                        | 渋谷、白寿ホール                      | 立ち上げ公演                                 |
| 2005年12月16日  | 冬                        | 渋谷、白寿ホール                      |                                              |
| 2006年9月7日    | 夏                        | 渋谷、白寿ホール                      |                                              |
| 2007年5月1日    | 春                        | ドイツ、ウットゥム                    | クルムホルン音楽祭                           |
| 2007年9月7日    | 過ぎにし春                | 渋谷、白寿ホール                      |                                              |
| 2007年10月12日  | 秋                        | オランダ、アイントホーフェン          |                                              |
| 2007年10月13日  | 秋                        | ドイツ、ワイン街道キルヒハイム        | キルヒハイム・コンツェルト・ヴィンター音楽祭 |
| 2008年9月28日   | 微分音チェンバロ          | 杉並、sonorium                        | トリオ・ジェネシス                           |
| 2008年9月28日   | フーガの技法              | 下北沢、mona records                  | トリオ・ジェネシス                           |
| 2009年3月19日   | トリオ・ヴァージョン      | 浦和、カフェ土瑠茶（ドルチェ）        | トリオ・ジェネシス                           |
| 2009年3月20日   | トリオ・ヴァージョン      | 二本松、二本松市コンサートホール      |                                              |
| 2009年3月       | 「光と影」                | NHK大阪放送局                         | NHKクラシック倶楽部収録 2009年〜2011年放映   |
| 2009年5月24日   | デュオ・ジェネシス        | オランダ、デン・ハーグ、Podium Vocale |                                              |
| 2009年11月6日   | デュオ・ジェネシス        | ドイツ、アウリッヒ                    |                                              |
| 2009年11月7日   | デュオ・ジェネシス        | ドイツ、レア                          |                                              |
| 2009年11月8日   | デュオ・ジェネシス        | ドイツ、ヴィッツェンドルフ            |                                              |
| 2010年10月10日  | 舞曲                      | 横浜STスポット                        |                                              |
| 2010年10月12日  | 舞曲                      | 東京大学900番教室                     |                                              |
| 2010年10月13日  | 舞曲 ワークショップ       | 横浜STスポット                        |                                              |
| 2010年10月14日  | 舞曲                      | ヨコハマ創造都市センター（YCC）       |                                              |
| 2011年9月2日    | 舞曲                      | スイス、チューリヒ                    | 国際リコーダー・ビエンナーレ                 |
| 2011年11月5,6日 | エウリディーチェの嘆き    | 神奈川芸術劇場中小スタジオ            |                                              |
| 2013年4月28日   | 新 エウリディーチェの嘆き | ベルギー、コルトライク                | フランダース音楽祭                           |